# Futbol'ny Klub Nëman Hrodna 2019
Questa voce raccoglie le informazioni riguardanti il Futbol'ny Klub Nëman Hrodna nelle competizioni ufficiali della stagione 2019.

## Rosa
| N. |                        | Ruolo | Calciatore        |
| -- | ---------------------- | ----- | ----------------- |
| 1  | Bielorussia (bandiera) | P     | Artur Maliyevskiy |
| 3  | Georgia (bandiera)     | D     | Giorgi Kantaria   |
| 5  | Bielorussia (bandiera) | D     | Raman Vjahera     |
| 7  | Bielorussia (bandiera) | D     | Artem Kontsevoy   |
| 8  | Camerun (bandiera)     | D     | Paul Bebey Kingué |
| 9  | Camerun (bandiera)     | A     | Junior Atemengue  |
| 10 | Bielorussia (bandiera) | C     | Oleg Yevdokimov   |
| 11 | Bielorussia (bandiera) | C     | Valeryj Žukoŭski  |
| 13 | Bielorussia (bandiera) | A     | Hleb Rassadkin    |
| 14 | Russia (bandiera)      | D     | Oleg Muračëv      |
| 17 | Bielorussia (bandiera) | D     | Andrey Horbach    |
| 18 | Bielorussia (bandiera) | C     | Pavel Zabelin     |
| 19 | Bielorussia (bandiera) | P     | Syarhey Kurhanski |
| 23 | Bielorussia (bandiera) | D     | Artur Slabašėvič  |

| N. |                         | Ruolo | Calciatore             |
| -- | ----------------------- | ----- | ---------------------- |
| 24 | Bielorussia (bandiera)  | C     | Andrey Yakimov         |
| 25 | Bielorussia (bandiera)  | D     | Yevgeniy Leshko        |
| 27 | Kirghizistan (bandiera) | C     | Gulžigit Alykulov      |
| 28 | Serbia (bandiera)       | D     | Danijel Stojković      |
| 29 | Messico (bandiera)      | A     | Alberto Alvarado Morín |
| 35 | Bielorussia (bandiera)  | P     | Maksim Shishlov        |
| 46 | Bielorussia (bandiera)  | C     | Aljaksej Ljahčylin     |
| 47 | Bielorussia (bandiera)  | C     | Mikhail Babichev       |
| 50 | Bielorussia (bandiera)  | C     | Maksim Lukashevich     |
| 77 | Bielorussia (bandiera)  | C     | Danil Kopach           |
| 78 | Bielorussia (bandiera)  | C     | Maksim Yablonskiy      |
| 87 | Bielorussia (bandiera)  | C     | Vladislav Yatskevich   |
| 91 | Bielorussia (bandiera)  | P     | Dmitry Dudar           |
| 95 | Bielorussia (bandiera)  | C     | Pavel Tseslyukevich    |